# Tadeusz Bartoszek
Tadeusz Bartoszek ps. „Cegielski” (ur. 3 sierpnia 1896 w Porębie Dzierwinie, zm. 28 września 1944 w Warszawie) – polski lekarz–internista, uczestnik tajnego nauczania na poziomie uniwersyteckim, żołnierz AK (kpt. rez. lek.), w czasie powstania warszawskiego – dowódca 2 Kompanii Batalionu Ruczaj.

## Okres przedwojenny
Urodził się 3 sierpnia 1896 roku w miejscowości Poręba Dzierwina. Przed wybuchem II wojny światowej ukończył studia medyczne i uzyskał stopień doktora medycyny (specjalność: choroby wewnętrzne).

## Okres II wojny światowej

### Szpital Praski
W czasie okupacji niemieckiej pracował w Szpitalu Praskim pw. Przemienienia Pańskiego. Budynek szpitala, mieszczący się przed wojną przy placu Weteranów 1863 Roku, został zbombardowany w czasie obrony Warszawy (wrzesień 1939). Szpital przeniesiono do dawnego Żydowskiego Domu Akademickiego przy ul. Sierakowskiego 7 (w roku 1941 odbudowany gmach szpitala przy pl. Weteranów przejął Wehrmacht). Oddział wewnętrzny ulokowano w budynku przy ul. Szerokiej 5.
Przy ul. Sierakowskiego i przy ul. Szerokiej realizowano część zajęć tajnego Wydziału Lekarskiego Uniwersytetu Warszawskiego. Były powiązane z działalnością „Szkoły Zaorskiego”, prowadzoną w budynkach Uniwersytetu (ul. Krakowskie Przedmieście 26/28, gmach chemii fizjologicznej i zakładu fizjologii) pod oficjalnym szyldem Prywatna Szkoła Zawodowa dla Pomocniczego Personelu Sanitarnego w Warszawie, niem. Private Fachschule für Sanitares Hilfspersonal Dr. Jan Zaorski.
Tadeusz Bartoszek był ordynatorem oddziału wewnętrznego. Prowadził wykłady, zajęcia kliniczne z interny i praktyki. Jedna z ówczesnych studentek medycyny, Irena Ćwiertnia-Sitowska (po wojnie – lekarz pediatra), regularnie sporządzała notatki z wydarzeń kolejnych dni, wydane od wojnie w formie „Dziennika z lat 1942–1945”. Jej wielokrotne wzmianki o doktorze Bartoszku naświetlają obszar jego dydaktycznej aktywności i zewnętrzne warunki jej prowadzenia, np.:

Wybrane wzmianki z lat 1941–1942: 7 grudnia: ...Rano udaliśmy się na oddział chorób wewnętrznych [...] Ordynatorem oddziału jest dr med. Tadeusz Bartoszek. Demonstrował kilkunastoosobowej grupce studentów, jak należy przeprowadzić i zbierać wywiad od chorego [...] 28 stycznia, czwartek: Doktor T. Bartoszek uczył nas szczegółowego badania klatki piersiowej [...] 19 lipca, poniedziałek: Doktor T. Bartoszek wygłosił wykład na temat anemii złośliwej [...] 26 lipca, poniedziałek: Rano zdałam kolokwium z diagnostyki ogólnej u dr. T. Bartoszka [...] 19 sierpnia, czwartek: U dr. Bartoszka dowiedzieliśmy się, że do zaliczenia wszystkich kolokwiów potrzebna jest trzymiesięczna praktyka na oddziale wewnętrznym...

Wybrane wzmianki z roku 1944: ...1 lutego, wtorek: Miał miejsce udany zamach na gen. Franza Kutscherę [...] 2 lutego, środa: Tego dnia Niemcy w Alejach Ujazdowskich rozstrzelali stu zakładników przywiezionych z Pawiaka [...] 26 marca, niedziela: Odbyły się zaręczyny Jerzego ze mną na ul. Puławskiej 83 [...] 11 kwietnia, wtorek: Doktor Bartoszek [...] polecił nam zgłosić się dopiero 24 kwietnia [...] Musimy [...] czekać, aż zwolni się miejsce. [...] 24 kwietnia, poniedziałek: Dziś nareszcie zostaliśmy przyjęci na oddział dr. Tadusza Bartoszka, na diagnostykę. Braliśmy udział w obchodzie chorych z ordynatorem [...]: 24 lipca, poniedziałek: Jerzy wciąż nieobecny w szpitalu. Gdy się zjawia, jest skupiony i milczący [...] 29 lipca, sobota: Rano w szpitalu zastałam tylko same kobiety, snujące się po opustoszałym oddziale. Wiele chorych zostało wypisanych do domu. Dr. Bartoszka i dr. Janowskiego nie ma (zostali już zmobilizowani)...

### Armia Krajowa i powstanie warszawskie
Dr T.Bartoszek służył w VII Zgrupowaniu 2 Rejonu Obwodu I Śródmieście AK w randze kapitana (kpt.rez.lek.). W powstaniu warszawskim dowodził kompanią 2 w Batalionu Ruczaj, w skład której wchodziły:
- pluton 125 – ppor. Sławomir Malczewski „Sławek”[11]
- pluton 126 – ppor. Konstanty Jabłoński „Jasieńczyk”[12]
- pluton 127 – plut. pchor. „Siwy” NN.

O godzinie „W” (1 sierpnia 1944, godz. 17:00) batalion Ruczaj miał opanować obiekty w niemieckiej dzielnicy policyjnej, przy Alei Szucha i Alejach Ujazdowskich. W tym rejonie przed wojną znajdowały się budynki GISZ i Ministerstwa Wyznań Religijnych i Oświecenia Publicznego, a w czasie okupacji siedziby Urzędu Bezpieczeństwa i Policji Bezpieczeństwa (Sicherheitspolizei), potocznie nazywane Gestapo. Były one pilnie strzeżone (rejon Nur für Deutsche); obok dawnych budynków GISZ znajdowały się bunkry z ciężkimi karabinami maszynowymi. Zadanie batalionu Ruczaj uznaje się za niewykonalne.
Kompania „Cegielskiego” dysponowała trzycalowym ciężkim moździerzem (ze zrzutów angielskich), który do godziny „W” był przechowywany w garażu willi Juliana Szymańskiego przy ul. Parkowej 31 (przyległej do Parku Łazienkowskiego). Była tam również baza kompanii i szpital. O godzinie 16:30 pluton 126 zamontował moździerz w Ogrodzie Botanicznym, obok Pomarańczarni (na skarpie). Miał być ochraniany przez żołnierzy plutonu 125, rozlokowanych w zaroślach przy Alejach Ujazdowskich (obok budynku GISZ).
Punktualnie o godz. 17 w siedzibę pobliskiego gmachu Gestapo trafiło 49 ciężkich pocisków moździerzowych. Ten atak odwrócił uwagę Niemców od ataku Dywizjonu Jeleń (również kompania batalionu Ruczaj), nacierającego dachami od strony ul. Litewskiej oraz od natarcia trzeciej kompanii od ul. Nowowiejskiej.
Niemiecki kontratak, z użyciem karabinów maszynowych i czołgów, zmusił Kompanię 2 do wycofania się. Dowódca, Tadeusz Bartoszek, został ciężko ranny w głowę. W czasie przedzierania się jego żołnierzy w kierunku Czerniakowa zginęło spośród nich (ocalał Jan Kulma). Olbrzymie straty poniosły również inne oddziały Batalionu Ruczaj. W dalszych dniach walki zdobyto m.in. budynek Poselstwa Czechosłowackiego przy Koszykowej, część Doliny Szwajcarskiej, budynek kasyna przy al. Szucha 29, gmach byłego Departamentu Kawalerii Ministerstwa Spraw Wojskowych przy Marszałkowskiej oraz 23 sierpnia 1944 – budynek małej PAST-y przy ul. Piusa XI (po wojnie ul. Piękna).
„Cegielski”, postrzelony w głowę w czasie próby przejścia Alei Ujazdowskich, został przeniesiony na ul. Chocimską (przy tej ulicy działał punkt sanitarny i szpital polowy), gdzie nie mógł być operowany (brakowało neurochirurga). Szpital polowy Chocimska 5/7 został 11–14 września ewakuowany na Okęcie. Tadeusza Bartoszka ewakuowano z objawami zaburzeń umysłowych. Zmarł 27 lub 28 września.

## Upamiętnienie

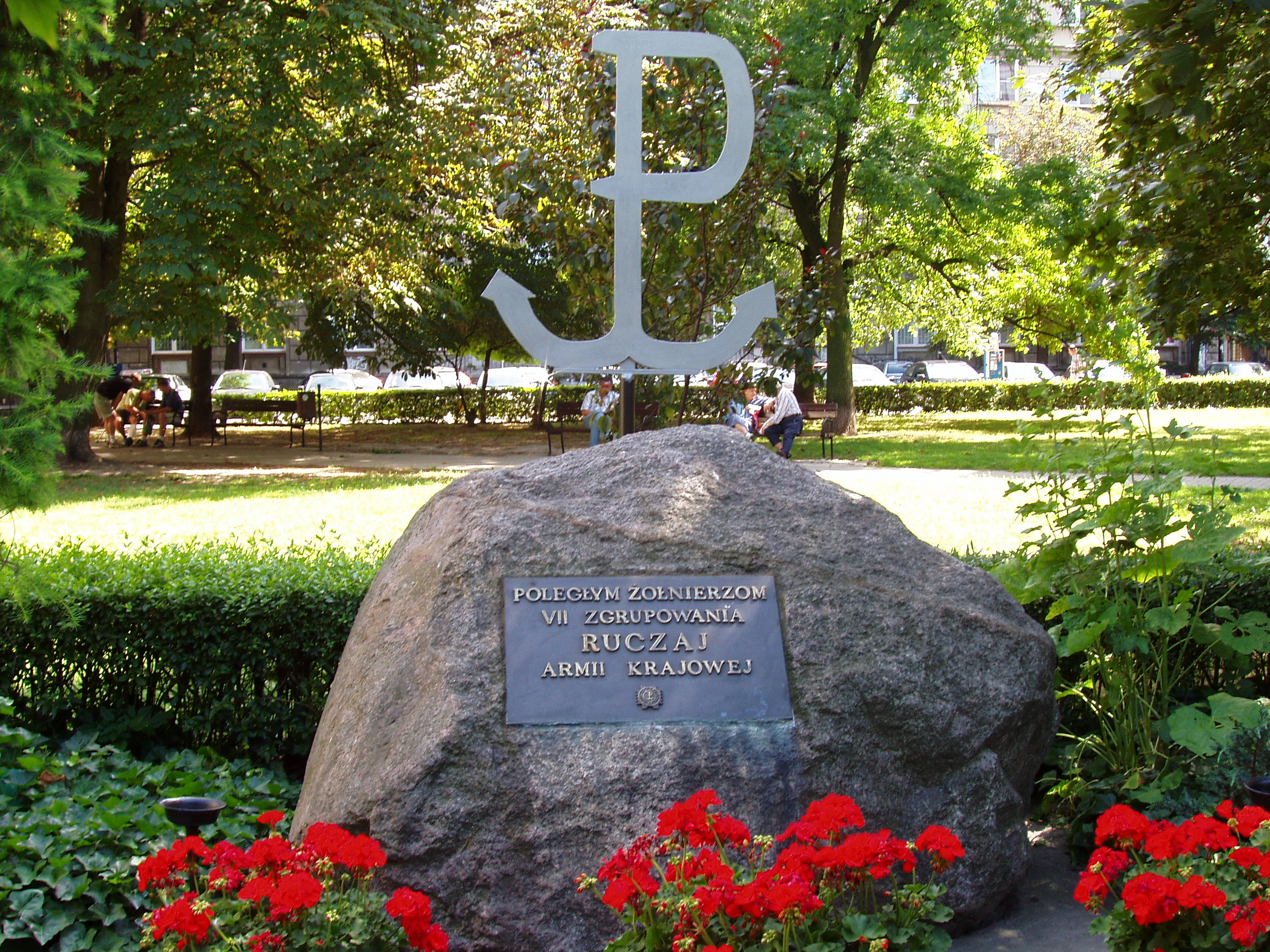
Głaz z tablicą pamiątkową na skwerze Batalionu „Ruczaj” przy ul. Mokotowskiej

Na Skwerze Batalionu AK „Ruczaj”, usytuowanym przy ul. Mokotowskiej (między Chopina a Piękną), umieszczono w roku 1993 pamiątkowy głaz z tablicą: „Poległym żołnierzom VII Zgrupowania Ruczaj Armii Krajowej”. Nazwisko Tadeusza Bartoszka znajduje się na Wirtualnym Murze Pamięci (Muzeum Powstania Warszawskiego).
Wspomnienia opublikowali:
- Irena Ćwiertnia-Sitowska, „Studia medyczne w latach 1941–1949 (cz. 3); Nasi nauczyciele”[8][10],
- Jan Kulma, „Dykteryjki przedśmiertne”, rozdz. „Ciężki moździerz w Ogrodzie Botanicznym”[13].

Irena Ćwiertnia-Sitowska napisała m.in. „28 czerwca 1945 r. brałam udział w ekshumacji ciała cenionego i lubianego przez młodzież nauczyciela”.
Jan Kulma, żołnierz plutonu 125, zwrócił uwagę, że po wojnie opublikowano wiele opracowań historii powstania, jednak o ataku kompanii „Cegielskiego” na pilnie strzeżony budynek warszawskiego Gestapo nie wspomniano. Autor Dykteryjek przedśmiertnych zabiegał o to, przekazując zgromadzone notatki sześciu żyjących uczestników akcji. Brak reakcji skomentował z goryczą: „Historycy wyraźnie czują antypatię do tego fragmentu polskiej historii. Widocznie coś im nie pasuje”.